# Giovanni I di Napoli (vescovo)
Giovanni I di Napoli (IV secolo – Napoli, 2 aprile 432) è stato un vescovo italiano, venerato come santo dalla Chiesa cattolica.

## Biografia
Secondo il Catalogus episcoporum Neapolitanorum (X secolo) è stato il 14º vescovo di Napoli e sedette sulla cattedra napoletana per 27 anni. Secondo questa cronologia, divenne vescovo attorno al 405, succedendo a Orso I, fino al 432, anno della sua morte; gli succedette il vescovo Nostriano. È noto per aver trasferito i resti di San Gennaro dall'Agro Marciano a Pozzuoli. Morì nella notte del Sabato Santo del 432 mentre celebrava la liturgia pasquale e fu sepolto il giorno di Pasqua.
Giovanni è storicamente documentato nella lettera che il sacerdote Uranio scrisse a Pacato un anno dopo la morte del vescovo Paolino di Nola († 22 giugno 431). Uranio racconta di aver raccolto la testimonianza di Giovanni di Napoli, secondo la quale Paolino era apparso nel sonno al vescovo di Napoli 3 giorni prima che questi morisse, annunciandogli la prossima fine. Questa testimonianza fu poi ripresa dalle Gesta episcoporum Neapolitanorum (VIII-IX secolo).
Nella cripta dei vescovi delle catacombe di San Gennaro è stato scoperto un mosaico che riporta il suo nome: Sanctus Ioa[nnes].

## Culto
Menzionato nel calendario marmoreo di Napoli del IX secolo, la sua memoria cadde nell'oblio nel tardo Medioevo, ma fu ripristinata nel 1955 dalla Congregazione dei Riti, che ripristinò la festa di Giovanni I il 3 aprile.
Il suo elogio si legge nel Martirologio romano al 3 aprile:
(Martirologio romano, Città del Vaticano, Libreria editrice vaticana, 2004, p. 300)